# Фалакрон
Фалакрон (греч. Φαλακρό), Боздаг (Μποζ Νταγ, болг. Боздаг) — гора в Греции.
Находится на севере страны. Имеет несколько пиков. Высота самой высокой вершины Профитис-Илиас (Προφήτης Ηλίας, Пророка Илии) составляет 2232 метров над уровнем моря. Второй по величине вершиной является Вердина высотой 2194 метра. Это самая высокая гора в Восточной Македонии и Фракии. На высоте 1700 метров расположен горнолыжный курорт, открытый в зимнее время. Он находится чуть выше деревни Волакас.

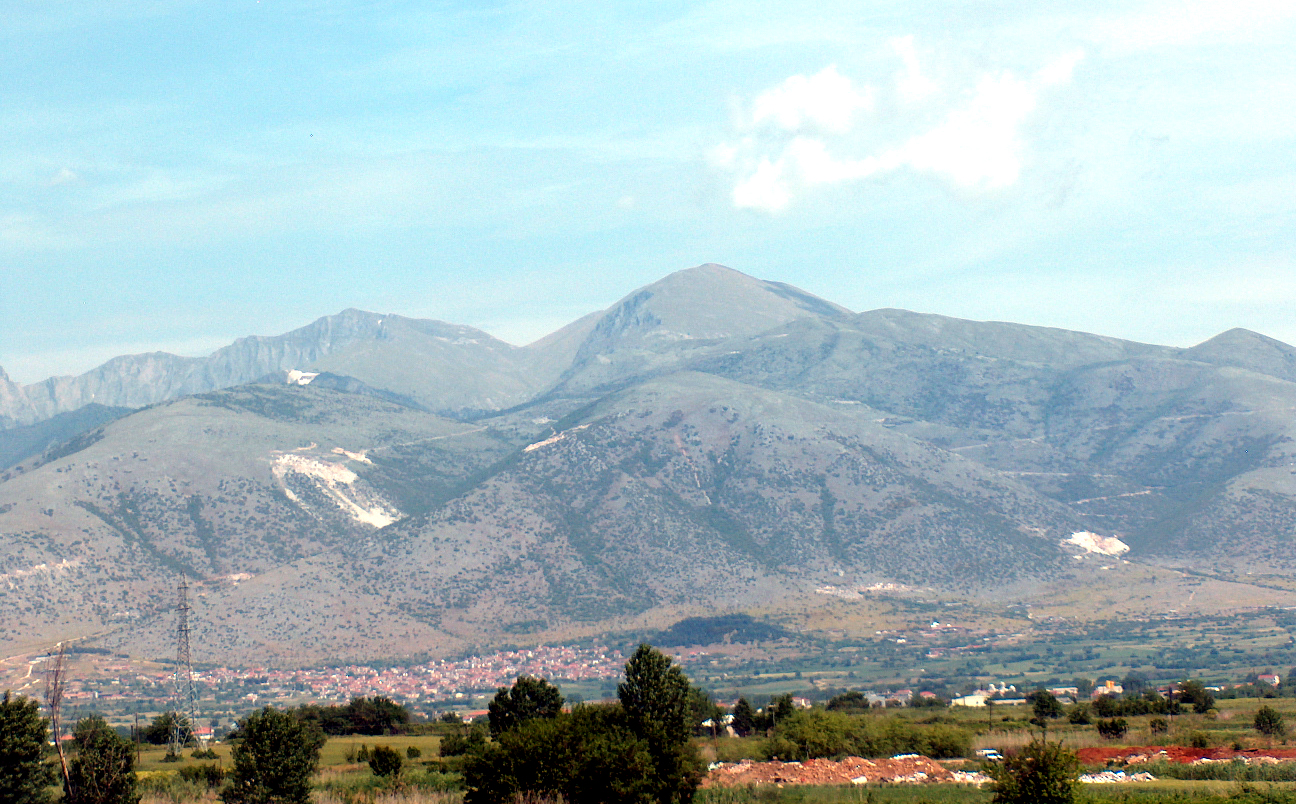
Фалакро

В переводе с греческого Фалакрон означает лысая от греч. φαλακρός. Турецкое имя горы — Боздаг (тур. Bozdağ), что в переводе с турецкого означает «Серые горы».